# Helina thysvillei
Helina thysvillei este o specie de muște din genul Helina, familia Muscidae, descrisă de Zielke în anul 1974.
Este endemică în Congo. Conform Catalogue of Life specia Helina thysvillei nu are subspecii cunoscute.